# جون جاي مكنمارا
جون جاي مكنمارا (بالإنجليزية: John J. McNamara)‏ هو كاتب أمريكي، ولد في 7 فبراير 1932 في بوسطن في الولايات المتحدة، وتوفي بنفس المكان في 18 أكتوبر 1986.

## وصلات خارجية
- جون جاي مكنمارا على موقع الاتحاد الدولي للملاحة الشراعية (موقع جديد) (الإنجليزية)
- جون جاي مكنمارا على موقع الاتحاد الدولي للملاحة الشراعية (موقع قديم) (الإنجليزية)
- جون جاي مكنمارا على موقع اللجنة الأولمبية الدولية (الإنجليزية)
- جون جاي مكنمارا على موقع أوليمبيديا (الإنجليزية)